# Integrovaný dopravní systém Libereckého kraje

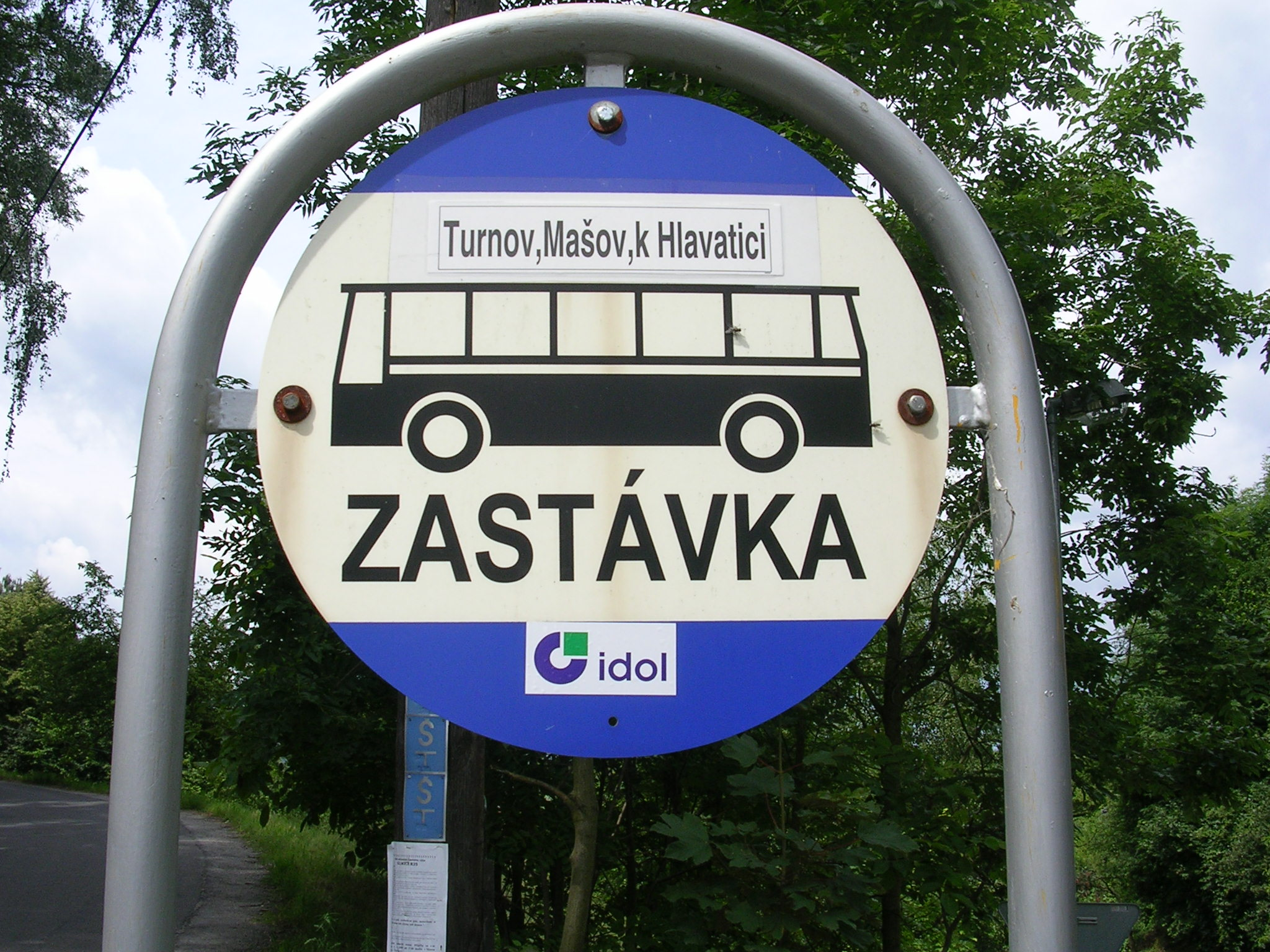
Označení systému IDOL na značce autobusové zastávky „Turnov, Mašov, k Hlavatici“

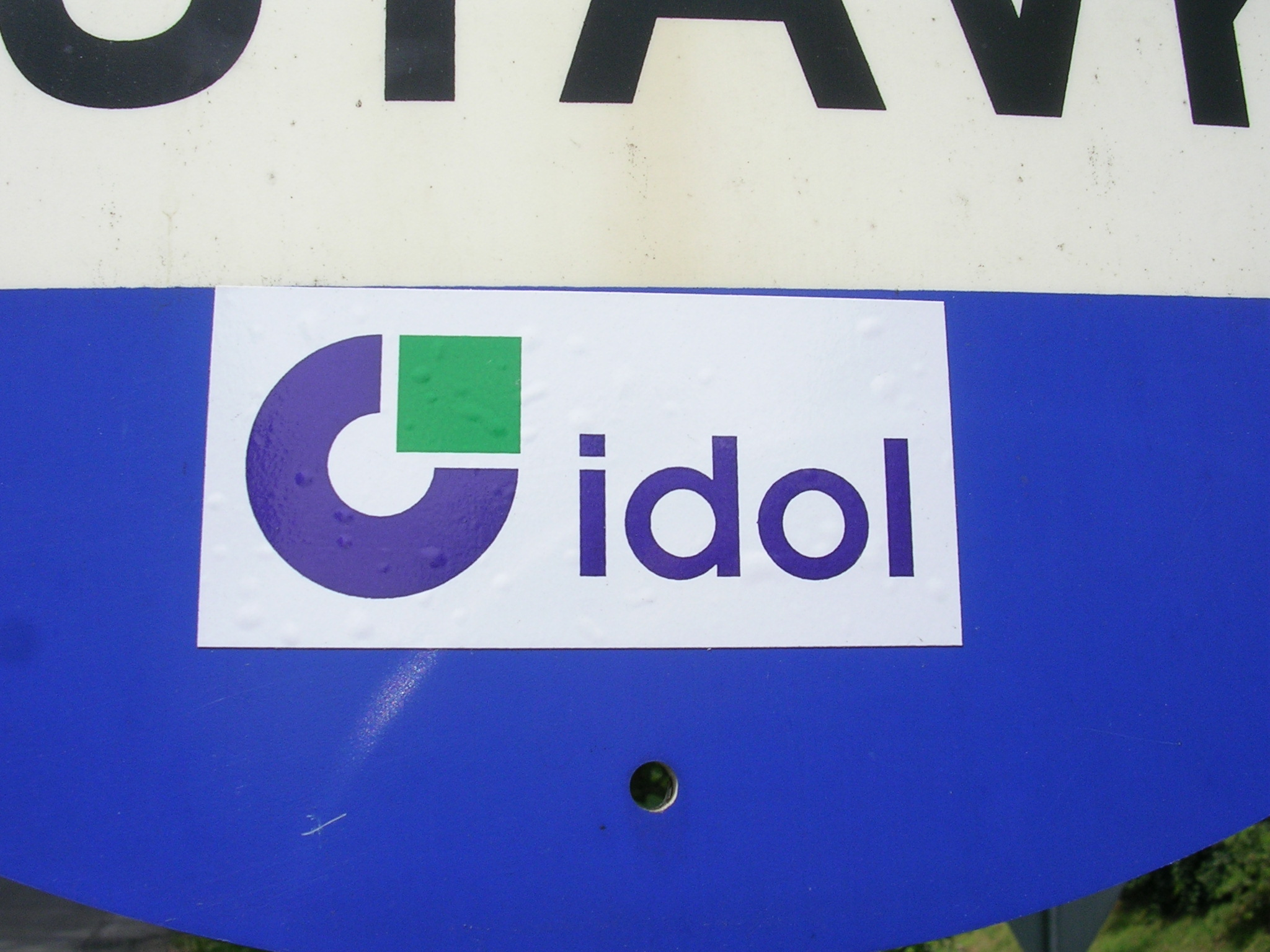
Detail označení

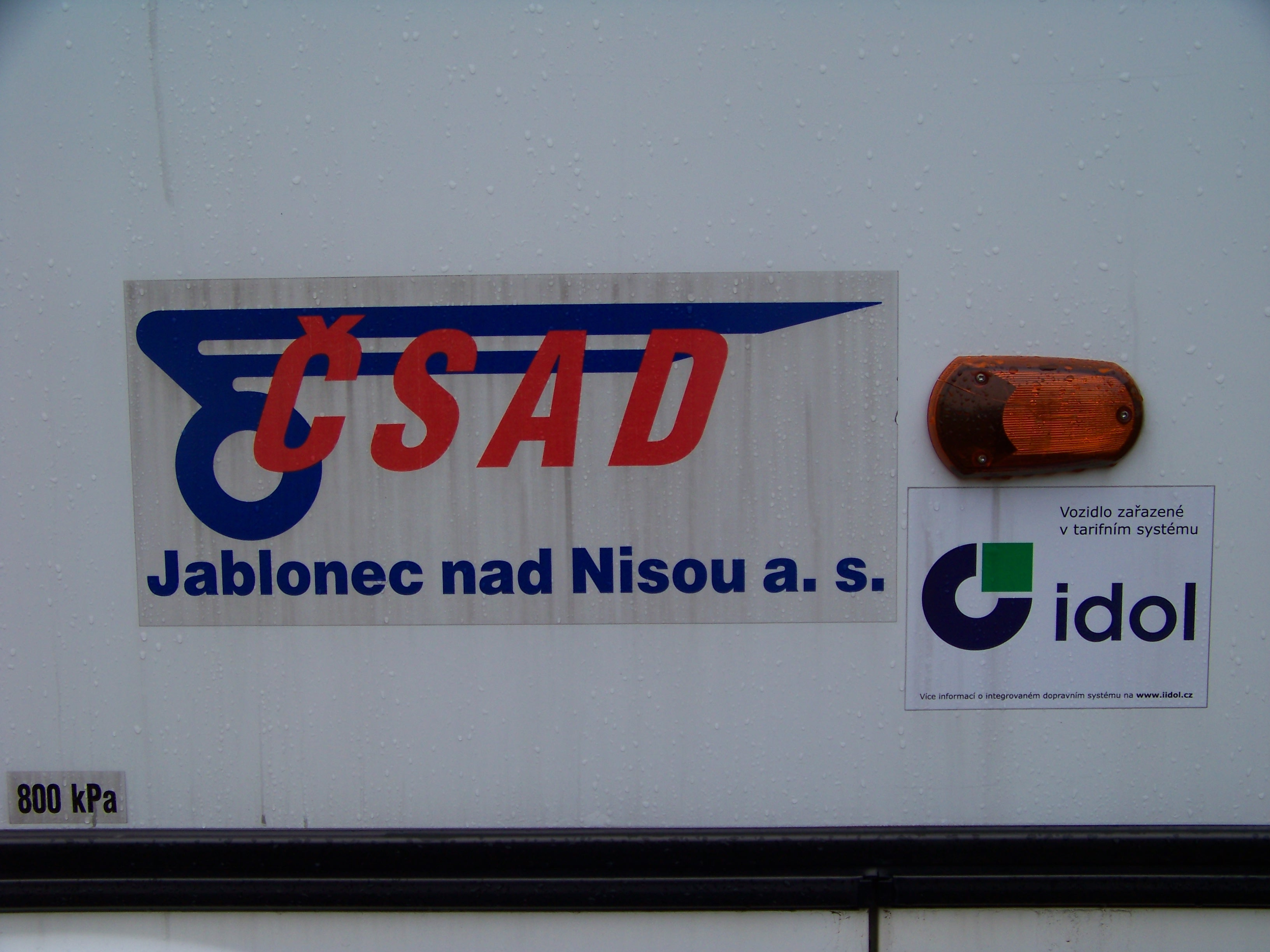
Označení autobusu jezdícího v rámci IDOL

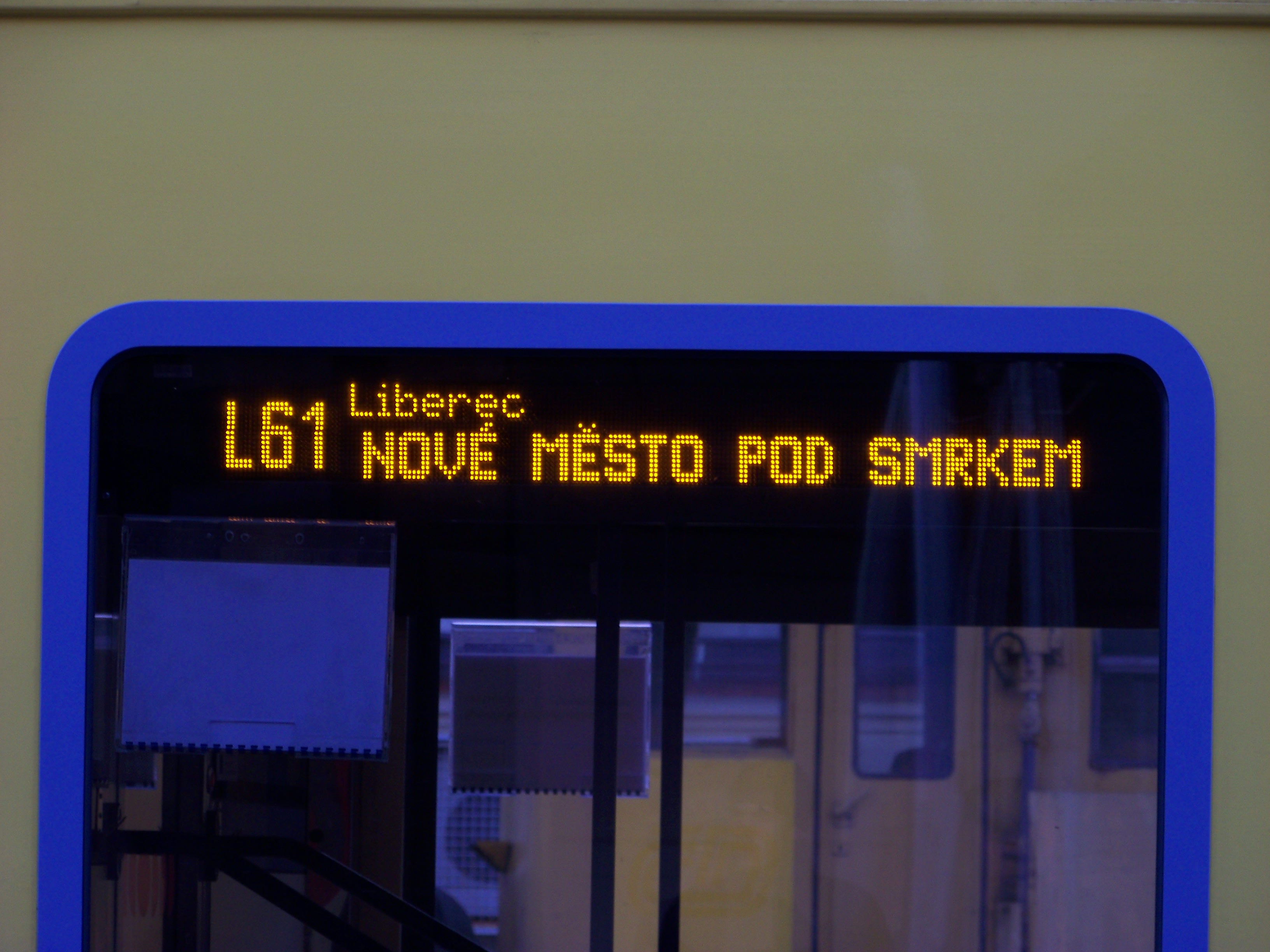
Označení železniční linky L61

Integrovaný dopravní systém Libereckého kraje (IDOL) byl v části kraje zkušebně spuštěn 18. května 2009 a na zbytek kraje byl rozšířen od 1. července 2009. Zahrnuje železniční, autobusovou i městskou hromadnou dopravu a integrace spočívá ve společném uznávání elektronické čipové karty Opuscard jako předplatní jízdenky i elektronické peněženky a v platnosti jednotných smluvních přepravních podmínek (s dodatky platnými pro jednotlivé začleněné sítě MHD) a zónového přestupního tarifu IDOL. Organizátorem a koordinátorem IDOL je KORID LK, s.r.o., založený 30. března 2005 a stoprocentně vlastněný krajem. Logo systému tvoří modrý prstenec, který je vpravo nahoře přerušen zeleným čtvercem: logo je používáno na vozidlech, stanicích a jízdních řádech.
IDOL při svém zavedení neměl žádné zvláštní číslování a značení linek. Od 11. prosince 2011 v rámci projektu „Optimalizace veřejné dopravy, oblast Frýdlantsko“ byly očíslovány první tři železniční linky (L6, L61 a L62) a autobusové linky na Frýdlantsku (071, 072, 641, 642, 645, 650, 651, 652, 659, 660, 661, 662, 669, 670, 671, 672).

## Historie rozvoje
Na počátku roku 2009 začala karta Opuscard nahrazovat libereckou městskou kartu Citycard.
Systém IDOL byl zkušebně spuštěn 18. května 2009. V první fázi (tzv. pilotní projekt IDOL Českodubsko) zahrnoval vybrané linky v oblasti mezi Libercem, Turnovem a Českým Dubem, nejzápadněji zasahoval do Stráže pod Ralskem:
Původně do něj byly začleněny:
- 11 autobusových linek ČSAD Liberec a.s. , vycházejících z Liberce a Českého Dubu
- 8 autobusových linek ČSAD Semily a.s., vycházejících z Turnova
- osobní vlaky na trati Turnov – Liberec (část trati 030, České dráhy a.s.)
- tramvajová a autobusová městská doprava v Liberci, včetně meziměstské tramvajové linky do Jablonce (Dopravní podnik města Liberce a.s.)
- 2 linky městské autobusové dopravy v Turnově (ČSAD Semily a.s.)

V příloze č. 1 smluvních přepravních podmínek IDOL jsou jako zapojení dopravci uvedeny ještě ČSAD Jablonec nad Nisou a.s. a ČSAD Česká Lípa a.s.
Od 1. července 2009 byl tarif IDOL rozšířen na území celého Libereckého kraje. V únoru 2010 systém využívalo 59 950 cestujících, z nichž 26 000 si pořídilo novou Opuscard. Na podzim 2012 vlastnilo kartu Opuscard 180 000 zákazníků a Liberecký kraj společně s Citibank Europe na trh uvedl další typ karty, Citi Opuscard.
V prosinci 2012 byly na vybraných linkách všech tří největších dopravců zavedeny prvky poptávkové dopravy, a to v podsystémech RadioStop, RadioBus a Zastávka pro výstup. Spoje či zastavení je možno objednávat pouze v provozní době dispečinku. Za první pololetí bylo do poptávkového systému zařazeno 47 630 km výkonů (z toho 9 936 km byly nové spoje, zbytek stávající spoje převedené do poptávkového systému), z toho bylo podle výkazů odjeto 30 536 km, tedy došlo údajně k úspoře cca 35 % provozních nákladů na tyto výkony a i přes navýšení přepravní nabídky poklesly kilometrické výkony a úspora kraje činila za pololetí 229 tisíc Kč. Ojediněle byly zaznamenány problémy s řidiči či podezřelé hodnoty ve vykazovaných výkonech. KORID LK doporučil postupné a obezřetné další rozšiřování systému a budoucí převedení na bázi Centrálního dispečinku Libereckého kraje.

## Tarif IDOL
Ve všech zapojených linkách je možné i nadále platit v hotovosti a jezdit na běžné nepřestupní papírové jízdenky. Čipová karta umožňuje využívat výhodnější přestupní a časové jízdné (relační jízdenky na 7 a 30 dní a síťová na 1 den) Jízdenky pro jednotlivou jízdu nahrané na Opuscard jsou cenově výhodnější než nepřestupní v papírové podobě, v elektronické podobě jsou přestupní a platí stanovený počet 45 až 240 minut v závislosti na vzdálenosti. V papírové podobě existuje jednodenní síťový zavazadlový lístek. Zvláštní tarifní tabulka, odpovídající cenově zhruba vzdálenosti 13–14 tarifních jednic, platí pro relaci Liberec – Jablonec. Na železnici platí souběžně i běžný tarif dopravce, přičemž cestující si může zvolit, který z tarifů použije: integrované jízdenky IDOL se prodávají ve stanicích i ve vlaku. Při zakoupení elektronické jízdenky cestující obdrží také papírový doklad podobný jízdence, avšak ten na rozdíl od jízdenky není jízdním dokladem, ale jen dokladem o zaplacení a pro případnou reklamaci a jako náhradní jízdní doklad v případě selhání čipové karty, jízdním dokladem je čipová karta.
Tarif IDOL je zónový. Jednotlivé zóny jsou označeny čtyřcifernými čísly, přičemž první dvojčíslí označuje nadzónu, do níž zóna patří. Tarifní vzdálenost mezi sousedními zónami je definována stanoveným počtem tzv. tarifních jednic, které zhruba odpovídají dosavadním tarifním kilometrům. Tarifní vzdálenost mezi nesousedními zónami je definována součtem tarifních jednic na nejkratší možné trase (minimální cestě). Nadzóna je ohraničená oblast tvořená několika zónami. Matice povolených cest je seznam nadzón, přes které může cestující jet při cestě mezi dvěma zónami. Relační integrovaná jízdenka s východištěm nebo cílem v některém městě s MHD platí zároveň jako síťová jízdenka MHD pro příslušné město.
Časové přestupní jízdenky lze používat pouze prostřednictvím karty Opuscard nebo Liberecké městské karty upravené pro IDOL. Do konce prosince 2010 bylo možné u čtyř autobusových dopravců v kraji užívat též kartu EMCARD, avšak pouze jako elektronické peněženky nebo jako nosiče celodenního zavazadlového lístku. Karty Opuscard jsou personifikované, se jménem a fotografií držitele,existuje též i tzv.anonymní Opuscard na kterou však nelze nahrát vícedenní jízdenky.

## Další využití karet
Karty Opuscard jsou v Libereckém kraji využívány nejen v městské a meziměstské dopravě (i jako elektronická peněženka), ale postupně nabývá dalších forem využití. U krajem řízených škol a úřadů pro docházkový a evidenční systém, do Benefit systému - zde zavádí vlastníkům slevy u kulturních zařízení i v některých obchodech.

## IDOL zpravodaj
Mimo webových stránek je vydáván společností Korid LD s podporou Libereckého kraje v nákladu 20 000 výtisků též tištěný, barevný IDOL Zpravodaj, k cestující veřejnosti je zdarma distribuován. Jednotlivá čísla jsou číslována.

## Linky

### Železniční linky
Do systému IDOL jsou zapojeny všechny osobní a spěšné vlaky, od 1.10.2017 i rychlíky na území Libereckého kraje. Jde převážně o vlaky dopravců České dráhy a Arriva vlaky, po jedné lince provozují i Vogtlandbahn. Linky postupně dostávají od začátku platnosti jízdního řádu pro rok 2011/2012 označení začínající písmenem L (tedy např. L1), podobně jako linky s označením S v pražském systému Esko či s označením U v ústeckém systému RegioTakt.
Linky s číslováním IDOL:
- L1, Trať 036, Liberec – Jablonec nad Nisou – Smržovka – Tanvald – Kořenov – Harrachov (– Szklarska Poręba) (ČD)
- L12, Trať 034, Smržovka – Josefův Důl (ČD)
- L18, Trať 035, 036, Liberec - Tanvald - Plavy (ČD)
- L2, Trať 086, 081 Liberec - Mimoň - Česká Lípa – Benešov nad Ploučnicí (- Děčín) (DLB)
- L3, Trať 030, Liberec – Turnov – Železný Brod – Semily – Stará Paka - Jaroměř (Arriva)
- L31, Trať 035, Železný Brod - Tanvald (Arriva)
- L4, Trať 080, (Bakov nad Jizerou –) Bezděz - Česká Lípa – Svor (- Jedlová) (DLB)
- L5, Trať 046, Stará Paka - Lomnice nad Popelkou (ČD)
- L6, Trať 037, Liberec – Raspenava – Frýdlant v Čechách – Černousy (ČD)
- L61, Trať 039, Liberec – Raspenava – Frýdlant v Čechách – Nové Město pod Smrkem – Jindřichovice pod Smrkem (ČD)
- L62, Trať 038, Liberec – Raspenava – Bílý Potok pod Smrkem (ČD)
- L7, Trať 089, Liberec – Hrádek nad Nisou (- Zittau - Varnsdorf – Seifhennersdorf) (DLB)
- L9, Trať 042, Martinice v Krkonoších – Jilemnice - Jablonec nad Jizerou (- Rokytnice nad Jizerou) (ČD)

Rychlíky zahrnuté do IDOLu:
- R21, (Praha) - Turnov - Tanvald (Arriva)
- R14A, (Pardubice) - Stará Paka - Liberec (Arriva)
- R14B, (Ústí nad Labem) - Česká Lípa - Liberec (Arriva)
- R22, (Kolín) - Bezděz - Svor - (Šluknov) (Arriva)
- RE2, Liberec - Hrádek nad Nisou (- Zittau - Bischofswerda - Dresden) (DLB)

Linky uvedené na webu IDOL bez číslování IDOL:
- Trať 040, (Chlumec nad Cidlinou –) Stará Paka – Martinice v Krkonoších (– Trutnov) (ČD)
- Trať 041, Turnov – Rovensko pod Troskami (– Jičín - Hradec Králové) (ČD)
- Trať 070, (Praha – Mladá Boleslav -) Příšovice – Turnov (ČD) (Esko S30)
- Trať 081, Rumburk – Jedlová – Benešov nad Ploučnicí – Děčín (RegioTakt U8), Benešov nad Ploučnicí – Česká Lípa (ČD) (viz linku L2)
- Trať 087, Postoloprty - Louny - Lovosice – Žalhostice – Česká Lípa (ČD) (RegioTakt U11)

Od 15. prosince 2013, kdy se měnily vlakové i autobusové jízdní řády, byly vypraveny z České Lípy do třech směrů nové vlakové soupravy RegioShark.

### Autobusové linky
Autobusovou dopravu v systému IDOL zajišťují dopravci ČSAD Česká Lípa (Českolipsko), BusLine (Jablonecko, Turnovsko, Semilsko, Podkrkonoší), ČSAD Liberec (Liberecko, Frýdlantsko, Českodubsko), Krkonošská autobusová doprava (Podkrkonoší), OSNADO (oblast Nové Paky), TRANSCENTRUM bus (Podbezdězí) a Compag CZ (Mimoňsko).
Část linek je označena trojciferným číslem (poslední tři čísla označení určité linky). Například linka 670353 Turnov - Troskovice, Křenovy je značena jako 353.

### Městská hromadná doprava
Městská hromadná doprava s IDOLem je provozována v těchto městech:
- Liberec, dopravce Dopravní podnik měst Liberce a Jablonce nad Nisou, v provozu autobusové a tramvajové linky
- Jablonec nad Nisou, dopravce Dopravní podnik měst Liberce a Jablonce nad Nisou, v provozu autobusové linky a jedna meziměstská tramvajová linka
- Česká Lípa, dopravce BusLine, v provozu autobusové linky
- Turnov, dopravce BusLine, v provozu autobusové linky